# Netscape Communicator
Netscape Communicator byl proprietární balík webových aplikací vyvíjený společností Netscape Communications Corporation. První vydání bylo v červnu 1997 a jednalo se o nástupce webového prohlížeče Netscape Navigator, který byl doplněn o groupwarové funkce. Byl k dispozici v několika edicích jako „Personal“ či „Complete“.
Součásti balíku byly:
- Netscape Navigator – webový prohlížeč
- Netscape Messenger – e-mailový klient a od verze 4.5 i klient pro diskusní skupiny.
- Netscape Collabra – klient pro diskusní skupiny, který se od verze 4.5 sloučil s Messengerem.
- Netscape Address Book – kontakty
- Netscape Composer – HTML editor
- Netscape Netcaster
- Netscape Conference
- Netscape Calendar – kalendářový klient (ve verzi 4.72 odstraněn z důvodů vypršení licence).

Poznámka: Jednotlivé edice balíku měly rozdílné počty komponent.
V roce 1998 vyšla verze 4.5, která přinesla řadu vylepšení. Ve stejný čas Netscape odstartovat projekt Mozilla. Poslední verzí je 4.8, která byla uvolněna v srpnu 2002. Nástupcem je balík Netscape, který byl založen na balíku Mozilla Suite.

## Přehled verzí
| Verze | Datum vydání    |
| ----- | --------------- |
| 4.0   | Červen 1997     |
| 4.5   | 19. říjen 1998  |
| 4.61  | 14. červen 1999 |
| 4.7   | 30. září 1999   |
| 4.8   | 22. srpna 2002  |